# جامعة أحمدو بيلو
جامعة أحمدو بيلو Ahmadu Bello University هي أكبر جامعة في نيجيريا، وثاني أكبر جامعة في أفريقيا بعد جامعة القاهرة بمصر. تقع في مدينة زاريا. تأسست في 4 أكتوبر 1962 وكان اسمها جامعة شمال نيجيريا.
سميت الجامعة باسم الحاج السيد أحمد بيلو أول رئيس وزراء لنيجيريا الشمالية. وللجامعة تاريخ عريق إذ أنها كانت إحدى جامعتين فقط في نيجيريا (الأخرى هي جامعة إيبادان) حين أعلن الاستقلال النيجيري عام 1960. وتوجد في الجامعة مستشفى جامعي يعد أحد أكبر مستشفيات نيجيريا.